# Mompha maniola
Mompha maniola é uma espécie de mariposa do gênero Mompha pertencente à família Coleophoridae.